# 阴法唐
阴法唐（1922年7月—2025年6月20日），山东肥城县人。中国人民解放军开国大校。1988年授予中国人民解放军中将。原中共西藏自治区党委第一书记。

## 生平
毕业于山东省立第三初级中学，后入学山东高级职业学校。抗日战争爆发后弃学，1938年5月参加山东西区人民抗敌自卫团，1938年6月加入中国共产党。后改编八路军山东纵队第六支队，担任营总支书记。1945年，任独立团政治处主任。
第二次国共内战期间，担任晋冀鲁豫野战军第1纵队第20旅第58团政治处主任、59团政委。1948年1月10日，包信集战斗失利。一纵政委苏振华指出该旅领导思想上的右倾：告诉你向西转移，为什么要往东走？要你们引开敌人，为什么反而向纵队主力靠拢？59团团长董正洪被撤职（1948年4月调任晋冀鲁豫野战军第十一纵队第33旅97团团长），阴法唐记大过兼任团长，1营副教导员李应正为全营成建制覆灭担负主要责任被判处死刑，罪名是“临阵逃脱”。
1949年2月部队改编为第18军第52师时，任师副政委。随部队参与了昌都战役。解放军入主西藏后，担任中共西藏江孜分工委书记兼江孜军分区政委。参与平定1959年藏区骚乱。1962年被调到西藏军区前进指挥部（“藏字四一九部队”）任政委，参加中印边境战争。1963年，任西藏军区政治部主任。1971年，任福州军区政治部副主任、主任。1975年，任济南军区政治部主任。1978年，任济南军区副政委。1980年3月，任中共西藏自治区党委代理第一书记、12月任第一书记，同时兼任成都军区副政委西藏军区第一政委，并兼任西藏自治区政协主席，平定当地局势。
1985年7月，任中国人民解放军第二炮兵副政委。1988年，授中国人民解放军中将衔。
1998年10月离休。先后担任第五、六、七、八届全国人大代表，第七、八届全国人大常委会委员。中共第十二、十三届全国代表大会代表，第十二届中央委员会委员。曾获二级独立自由勋章、二级解放勋章。

## 著作
《从泰山到珠峰——阴法唐回忆录》，中国藏学出版社，2021年10月版。

## 家人
- 妻子李国柱：1932年秋生于重庆歌乐山镇，因家贫入当地为抗战难童办的免费的‘振济幼儿园’、‘振济小学’。1949年夏初中毕业考入重庆市的國立女子師範學院附属中学师范部。1949年底重庆解放后报考进入中国人民解放军第十二军军政学校。[4]1952年5月5日结婚。[5]